# Die Kluge
Die Kluge. Die Geschichte von dem König und der klugen Frau (título original en alemán; en español, La astuta. La historia del rey y la mujer astuta) es una ópera en doce escenas con música y libreto en alemán de Carl Orff, basado en Die Kluge Bauerntochter (La astuta hija del granjero) un cuento de hadas de los hermanos Grimm. El compositor no la describe como una ópera sino como una Märchenoper ("ópera de cuento de hadas"); la interpretación dura alrededor de hora y media y normalmente se empareja con otra ópera de Orff, Der Mond (La luna).
Se estrenó el 20 de febrero de 1943 en el Städtische Bühnen de Fráncfort del Meno, bajo la dirección de Otto Winkler. Esta ópera rara vez se representa en la actualidad; en las estadísticas de Operabase aparece con sólo 7 representaciones para el período 2005-2010.

## Personajes
| Personaje                   | Tesitura | Reparto del estreno, 20 de febrero de 1943 Director: Otto Winkler |
| --------------------------- | -------- | ----------------------------------------------------------------- |
| El rey                      | barítono | Rudolf Gonszar                                                    |
| El campesino                | bajo     | Emil Staudenmeyer                                                 |
| La hija sabia del campesino | soprano  | Coba Wackers                                                      |
| Gobernador de la prisión    | bajo     | Emil Staudenmeyer                                                 |
| Propietario del burro       | tenor    | Oskar Wittazscheck                                                |
| Propietario de la mula      | barítono | Günther Ambrosius                                                 |
| Primer vagabundo            | tenor    | Emil Seidenspinner                                                |
| Segundo vagabundo           | barítono | Paul Kötter                                                       |
| Tercer vagabundo            | bajo     | Herbert Hesse                                                     |

## Argumento
La trama de la ópera es la de un pobre campesino que encuentra en sus tierras un mortero de oro. Este decide llevarlo al rey, pensando que será recompensado por ser un súbdito leal. Su sabia hija le dice que no lo haga, porque el rey lo arrojará en la mazmorra pensando que ha robado la mano del mortero, que en realidad él no había encontrado.
La predicción de la hija se hace realidad, y este es el comienzo de la ópera. Cuando el rey averigua que la hija había predicho sabiamente cuáles serían sus acciones, pide que la lleven ante él. Dice que ella "con su lengua ha atado un lazo a su cuello" y le da a elegir entre dos maneras de salvar su vida. Puede echarla a suertes o bien contestar a tres adivinanzas.
La astuta joven elige contestar a las tres adivinanzas y salva su vida. El rey la hace su esposa y todo parece feliz.
La ópera, sin embargo, sólo va por la mitad. Tres sinvergüenzas han suscitado algunos problemas entre los propietarios de un asno y una mula. Una mañana encuentran un pollino entre las dos bestias, y el propietario de la mula ridículamente cree que podría ser suya. El rey está de acuerdo en que como la cría está junto a la mula, debe ser suya. La reina oye esto y dispone que el propietario del asno muestre al rey el error de su tonto juicio. El rey se da cuenta de que su esposa se está burlando de él y oponiéndose a su decisión, con lo que la echa dándole un gran baúl en el que le dice que meta lo que más quiera y se marche. La reina droga a su esposo con opiáceos en el vino, y la ópera finaliza felizmente con él despertando dentro del baúl, y reconociendo que en verdad ella es una mujer sabia. Ella lo contradice y sostiene que nadie que ame puede ser verdaderamente sabio. También al final, el campesino encuentra la mano de mortero de oro que le llevó a las mazmorras al principio de la historia.

## Arias destacadas
- "Oh hätt’ ich meiner Tochter nur geglaubt", aria del campesino.
- "Schuh-schuhu, es fallen dem König die Augen zu", aria de la joven astuta, que le canta una nana al dormir al rey con opio.

## Instrumentación
"Die Kluge" está escrita para el siguiente conjunto orquestal:
- Maderas: 3 flautas (las tres cambiando a flautines), 3 oboes (el 3º cambiando a corno inglés), 3 clarinetes en si bemol, la, do y mi bemol (el 1º cambiando a clarinete bajo), 2 fagotes, contrafagot.
- Metales: 4 trompas en Fa, 3 trompetas, 3 trombones, tuba.
- Percusión (4 intérpretes): timbales, bombo, 2 cajas, tambor tenor, pandereta, triángulo, litófono, maraca de arena, crótalos afinados, varios címbalos turcos, gong, matraca, cascabeles, castañuelas, campanas tubulares, glockenspiel.
- Otros instrumentos: arpa, celesta, piano, cuerdas.
- Banda en escena: 3 trompetas, varios tambores, glockenspiel, órgano.

## Discografía
- 1957 — Wolfgang Sawallisch (director) / Marcel Cordes (El rey), Gottlob Frick (El granjero), Elisabeth Schwarzkopf (La hija del granjero), Georg Wieter (El carcelero). Orquesta Filarmonía. EMI, edición junto a Der Mond.[2]